# Lac aux arbres morts
Lac aux arbres morts – ou en anglais Lake with Dead Trees (Catskill) – est un tableau réalisé en 1825 par le peintre américain Thomas Cole. Cette huile sur toile est un paysage qui représente un lac bordé d'arbres morts dans les montagnes Catskill, alors que deux cerfs passent sur ses rives. La composition s'inspire des croquis produits lors d'un voyage effectué par l'artiste le long de l'Hudson l'été précédent grâce au soutien financier de son commanditaire, le marchand new-yorkais George W. Bruen. Depuis un don en 1904, l'œuvre est conservée à l'Allen Memorial Art Museum d'Oberlin, dans l'Ohio.